# Påvel Olofsson
Påvel Olofsson, född omkring 1560, död mellan 1622 till 1629, var en svensk bergsman.

## Biografi
Påvel Olofsson föddes omkring 1560. Han var son till bergsfogden Olof Persson och Ramborg Persdotter i Sunkerstad, Vånga församling. Påvel Olofsson arbetade som bergsfogde redan 1588 och var det fram till 1621 på Sunkerstad i Vånga församling. Han arbetade även som länsman och nämndeman. Påvel Olofsson blev 1598 befälhavare för 153 bergslagsbönder för att bevaka en bro vid Mem i Tåby socken. Han avled mellan 1622 och 1629.
Påvel Olofsson var riksdagsman vid Riksdagen 1600 för Vånga bergslag.

### Familj
Påvel Olofsson var gift och fick barnen Ingeborg Pålsdotter (född före 1590), bergsfogden Hans Pålsson (1594–1658), bergsmannen Nils Pålsson (1595–1669), Margareta Pålsdotter (1597–1675) som var gift med bergsmannen Ingevald Persson, Johanna Pålsdotter (död 1654) som var gift med bonden Nils Tyrsson, Elin Pålsdotter (1605–1696) som var gift med bonden Olof Olofsson.